# 白川金色院
白川金色院（しらかわこんじきいん）は京都府宇治市白川にあった寺院。1102年に藤原頼通の娘の四条宮寛子によって平等院の奥院として建立されたため、白川別所とも呼ばれる。1460年に放火によって焼失し、再興されたものの明治の廃仏毀釈により廃寺となった。1993年から宇治市による発掘調査が行われており、現在は惣門と九重石塔が現存している。

## 歴史
- 1102年に、後冷泉天皇の皇后四条宮寛子が、文殊菩薩を本尊として、創建したと伝えられる。
- 金色院は平等院の奥院として建立されたため白川別所と呼ばれる。
- その後、金色院十六坊といわれ多くの塔頭を有していた。[2]
- 七間四面の本堂は、文殊菩薩を本尊とし、金箔をはりめぐらした荘厳華麗なものであったといわれる。[3]

- 1460年に、盗火によって焼失したと伝えられる。
- 1463年に白川金色院再興の勧進が始まる。
- 1467年には五摂家の一つである近衛家の祖・藤原基実の子孫近衛房嗣・政家父子が訪れ、坊舎を鑑賞。[4]
- 幕末には、蔵ノ坊、中ノ坊、福泉坊が残存していた。
- 明治維新後に発生した廃仏毀釈に際して廃絶した。

### 現在の白川金色院跡
- 惣門（総門）
- 九重石塔　　四条宮寛子の供養塔といわれている。[5]

白川金色院伝来の遺仏は地蔵院に残されている。

## 発掘調査
宇治市教育委員会によって、平成5年度から平成14年度まで10年間に渡って発掘調査が行われた。最初の5年間は内容を確認が主目的であり、次の5年間は範囲の確認が主目的であった。

第Ⅰ期5カ年発掘調査事業
- 第1次調査：平成5年度
- 第2次調査：平成6年度
- 第3次調査：平成7年度
- 第4次調査：平成8年度
- 第5次調査：平成9年度

第Ⅱ期5カ年発掘調査事業
- 第6次調査：平成10年度
- 第7次調査：平成11年度
- 第8次調査：平成12年度
- 第9次調査：平成13年度
- 第10次調査：平成14年度

## 関連文化財
白川金色院の旧地にある白山神社と地蔵院には以下の文化財が残る。

### 重要文化財（国指定）
- 白山神社拝殿
- 木造伊邪那美尊坐像（白山神社所有）
- 木造十一面観音立像（白山神社所有）
- 木造阿弥陀如来立像（地蔵院所有）
- 木造観世音菩薩坐像（地蔵院所有）
- 銅造阿弥陀如来及び脇侍像 2躯（地蔵院所有）
- 銅造阿閦如来（あしゅくにょらい）立像（地蔵院所有）
- 銅造釈迦如来坐像（地蔵院所有）
- 銅造大威徳明王像（地蔵院所有）
- 板彫両界曼荼羅 2面（地蔵院所有）

地蔵院所有の仏像のうち銅造阿閦如来立像、銅造釈迦如来坐像、銅造大威徳明王像は1991年5月10日に盗難に遭っている。他の4件は京都国立博物館に寄託。

### 京都府指定文化財
- 梵鐘 - 建武二年（1335年）銘（地蔵院所有）
- 金色院御堂再興勧進状（寛正四年）（地蔵院所有） - 京都国立博物館に寄託[9]

### 宇治市指定文化財
- 春日版大般若経五六三巻（地蔵院所有） - 弘安二年（1279年）三月「願主西大寺沙門叡尊」の奥書あり
- 紺紙金泥法華経八巻（地蔵院所有） - 大治三年（1128年）の年紀あり

### その他
- 扁額 - 文永三年（1266年）12月15日に前内大臣正二位藤原公親が書したと刻まれる

## 画像

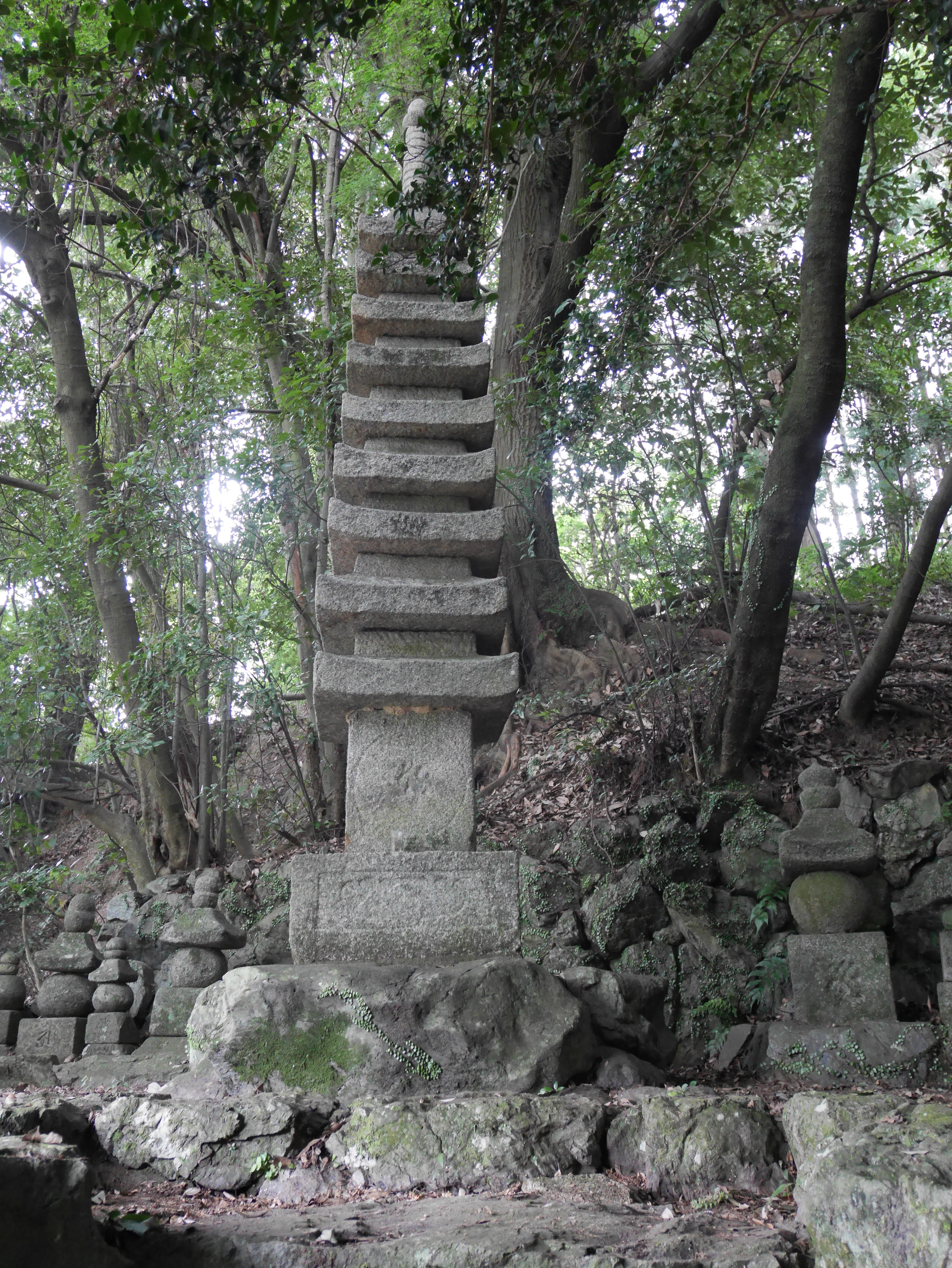
九重石塔（宇治市）
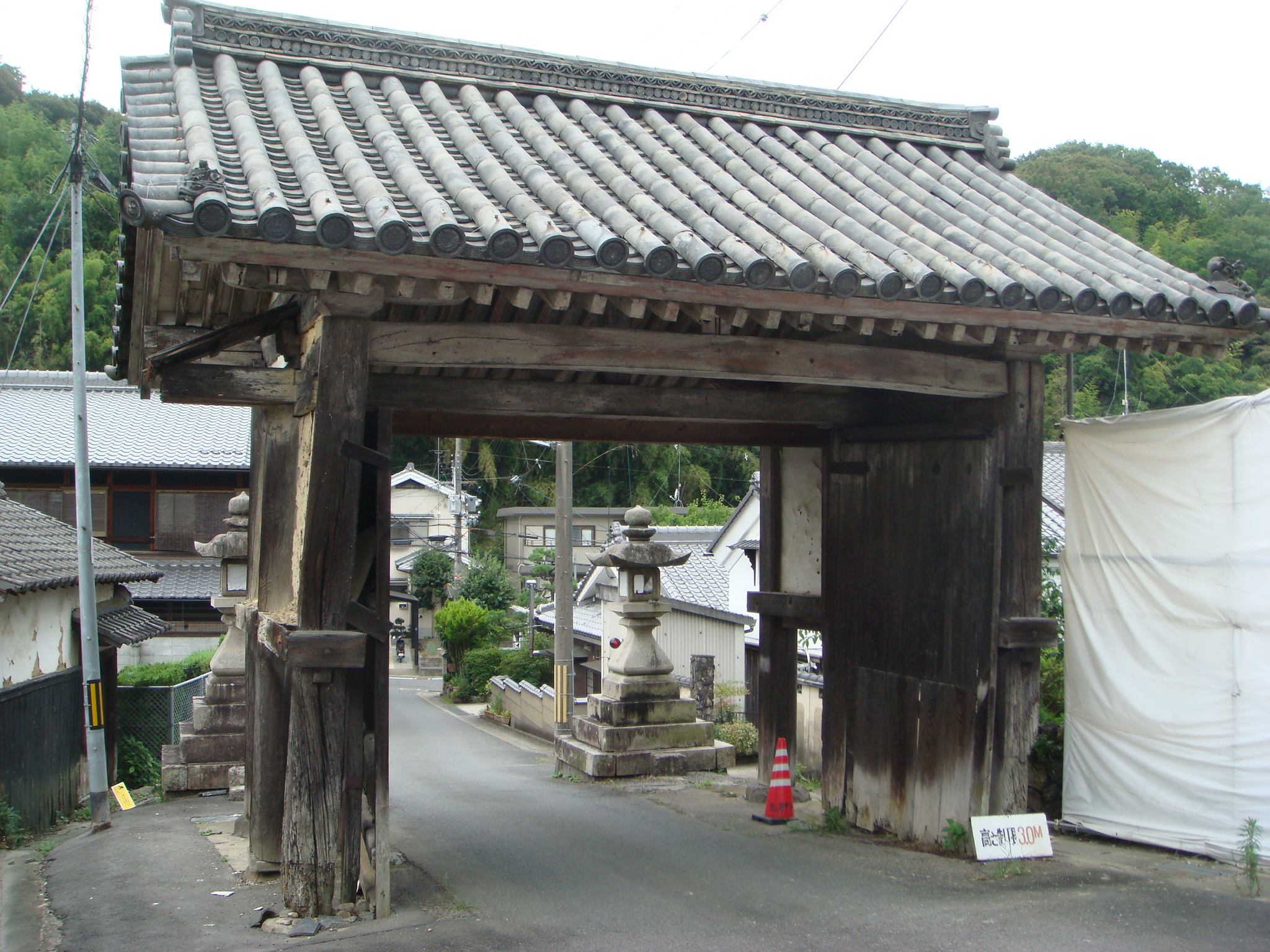
惣門（総門）

## アクセス
- 京阪宇治駅から宇治交通バスで5分の白川口で下車し、徒歩約15分。